# Brno-Ivanovice
Brno-Ivanovice je městská část na severu statutárního města Brna. Je tvořena městskou čtvrtí Ivanovice (německy Eiwanowitz), původně samostatnou obcí, která byla k Brnu připojena v roce 1971. Její katastrální území má rozlohu 2,45 km². Samosprávná městská část vznikla 24. listopadu 1990. Žije zde přibližně 2000 obyvatel.
Ivanovice se rozkládají se na severním okraji města Brna, při východním okraji zalesněných kopců přírodního parku Baba. Pro účely senátních voleb je území městské části Brno-Ivanovice zařazeno do volebního obvodu číslo 60.

## Popis
Ivanovice mají dodnes vesnický charakter. Od 70. let 20. století dochází v Ivanovicích k rozvoji rodinné zástavby, která na přelomu 20. a 21. století dosáhla k severní hranici katastru, kde na ni plynule navazuje rodinná zástavba sousední obce Česká.
Územím městské části prochází Svitavská radiála (silnice pro motorová vozidla I/43, součást evropské silnice E461 Vídeň - Brno - Svitavy), u níž se zde nachází obchodní centrum a čerpací stanice společnosti Globus a hobbymarket Bauhaus.

## Sousedící městské části a obce
Území městské části Brno-Ivanovice hraničí na východě s městskými částmi Brno-Jehnice a Brno-Řečkovice a Mokrá Hora, na jihu s městskou částí Brno-Řečkovice a Mokrá Hora, na západě s obcí Jinačovice, a na severu s obcí Česká.

## Historický přehled
První zmínka o Ivanovicích pochází z roku 1358. Vždy se jednalo o malou vesnici, jejíž velikost se až do 19. století nezměnila. Ivanovice patřily k panství Řečkovice, nejdříve je vlastnil brněnský klášter Augustiniánek, po jeho zrušení roku 1581 brněnská jezuitská kolej. Nakonec po roce 1773 získalo panství světské držitele. Východně od ivanovické zástavby vedla stará královská cesta, spojující Brno se Svitavami, v jejíž trase byla od roku 1752 budována nová císařská silnice. Růst zaznamenaly Ivanovice až ve dvacátém století, k výraznějšímu růstu dochází od 70. let 20. století.
Některé pozemky na jihu moderního ivanovického katastru byly připojeny k Brnu celkem dvakrát. Jedná se o ornou půdu, přiléhající k současné severní hranici Řečkovic a zároveň ležící západně od řečkovické zástavby. Tyto pozemky byly až do 60. let 20. století součástí Řečkovic, v jejichž rámci byly připojeny k Brnu již 16. dubna 1919. Při reambulaci Brna z let 1966–1969 byly tyto pozemky z Brna vyčleněny a připojeny k tehdejší obci Ivanovice u Brna, která pak byla k Brnu připojena 26. listopadu 1971. V rámci Brna byly Ivanovice začleněny do městské části Brno VI-Řečkovice, přejmenované k 1. květnu 1972 na Brno-Řečkovice. Od 21. září 1972 do 23. listopadu 1990 pak byly Ivanovice součástí městského obvodu Brno V, spravovaného z Králova Pole. K 1. lednu 1976 na základě usnesení jihomoravského krajského národního výboru, ze dne 12. prosince 1975, získaly Ivanovice svoji současnou severní a západní hranici, když od Jinačovic získaly pozemky o výměře 4,45 hektarů, od České pozemky o výměře 10,82 hektarů, zatímco z Ivanovic zároveň přešly k České pozemky o výměře 4,02 hektarů.

## Kontroverzní výstavba

### Historicky vytížené ulice
Na severu Ivanovic se nacházejí ulice Fedrova a Lysická, které jsou od ostatních ulic oddělené z důvodu historicky segregovaných skupin[ujasnit].

### Hobbymarket Bauhaus
Již v roce 2005 se v Ivanovicích začalo jednat o výstavbě kontroverzního rozlehlého hobbymarketu firmy Bauhaus, který by se rozkládal západně od areálu Globus. Proti výstavbě byli hlavně aktivisté z ekologického sdružení Nesehnutí, jež bylo účastníkem stavebního řízení, a které podalo k ivanovickému stavebnímu úřadu námitky i zdejší občané. Výstavbu hobbymarketu provázely nezákonné kroky společnosti Bauhaus, jí najatých developerů, jakož i protesty místních. Obyvatelé Ivanovic neoprávněně vydaný certifikát zažalovali a soud nakonec vydal předběžné opatření zakazující Bauhausu otevřít. K vydání tohoto předběžného opatření došlo až v době, kdy byl hobbymarket dostavěn. Také se zjistilo, že společnost Bauhaus nechala bez povolení vztyčit kolem hobbymarketu venkovní osvětlení. Podle expertů a nevládních sdružení představuje dostavba hobbymarketu porušení stavebního zákona.
V říjnu 2012 byl hobbymarket zkolaudován a následně začal prodávat.

## Obyvatelstvo
| 1869 | 1880 | 1890 | 1900 | 1910 | 1921 | 1930 | 1950 | 1961 | 1970 | 1980 | 1991 | 2001 | 2011  | 2021  |
| ---- | ---- | ---- | ---- | ---- | ---- | ---- | ---- | ---- | ---- | ---- | ---- | ---- | ----- | ----- |
| 201  | 222  | 271  | 282  | 316  | 355  | 428  | 515  | 507  | 480  | 537  | 687  | 999  | 1 746 | 1 997 |